# 1965 dans les chemins de fer
Chronologie des chemins de fer
1964 dans les chemins de fer - 1965 - 1966 dans les chemins de fer

## Événements
- Canada : ouverture du chemin de fer Arnaud (CFA), ligne privée, au Québec.
- Espagne : 
  - Début de la livraison des locomotives  Diesel-électriques Renfe série 313 & CP série 1320.
  - Début de l'exploitation par les Ferrocarriles de vía estrecha (Feve) du réseau, principalement à voie métrique, du nord du pays.
- France : 
  - Mise en service des locomotives électriques BB 17000 et des locomotives diesel BB 71000 par la SNCF.
  - Projet d'un monorail  suspendu de 3 km en région parisienne, entre Charenton - Écoles et le carrefour de l'Échat à Créteil, abandonné en 1966.
  - Le film français La Grosse Caisse réalisé par Alex Joffé a pour cadre le métro de Paris.
- Hongrie : électrification de la ligne de Tatabánya à Oroszlány.

### Janvier
- 15 janvier, États-Unis : fin de l'exploitation par Soo Line Railroad du train de nuit The Laker entre Chicago et Duluth.

### Février
- 15 février, Irlande du Nord : fermeture de la gare de Trew and Moy.
- 16 février, Royaume-Uni : le British Railways Board rend public le rapport The Development of the Major Railway Trunk Routes (rapport Beeching II), programme de réduction et de restructuration du réseau ferroviaire britannique, concluant que, sur les 12 000 km du réseau, seuls 4 800 km valaient la peine qu'on continue d'y investir.

### Mars
- 31 mars, Suisse : fermeture de la dernière ligne de tramway de Fribourg (Pérolles - Gare - Tilleul - Cimetière).

### Mai
- 16 mai, Suède : ouverture de la station de métro Sätra à Stockholm, sur la ligne T13.
- 29 mai, France : décret accordant la concession du réseau ferré corse à la Société Auxiliaire des Chemins de Fer Secondaires (SACFS).

### Juillet
- 1er juillet, Chine : début des travaux de la première ligne du métro de Pékin.

### Août
- 3 août, États-Unis : mise en service de la gare de Milwaukee.
- 28 août, France : collision en gare de Pont-d'Héry (Jura) entre deux trains internationaux de voyageurs, le « Lombardie-express » et le rapide Milan-Paris. 12 morts[1].

### Septembre
- 30 septembre, Italie : inauguration de la ligne de Bari à Barletta.

### Octobre
- 15 octobre, Japon : ouverture de la ligne de métro Meijō à Nagoya.
- 31 octobre, Canada : la Compagnie des chemins de fer nationaux inaugure le service de train de passagers Rapido entre Montréal et Toronto[2].

### Décembre
- 7 décembre, France : déclassement de la partie entre Auch et Vic-en-Bigorre sur la ligne à voie unique Agen-Tarbes ; elle est immédiatement déferrée[3].
- 9 décembre, Roumanie : mise en service du premier tronçon électrifié du pays, entre Brașov et Predeal, sur la ligne Bucarest-Brașov.
- 17 décembre, France : mise en service des locomotives diesel CC 70001 par la SNCF.

## Naissances
- x

## Décès
- 19 juin : Franz Kruckenberg, ingénieur ferroviaire allemand, pionnier de la grande vitesse sur rail (° 21 août 1882).